# المدينة الجامعية (بوغوتا)
المدينة الجامعية في بوغوتا, والمعروفة أيضًا باسم المدينة البيضاء، هو الحرم الجامعي الرئيسي لـ الجامعة الوطنية في كولومبيا ويقع في بوغوتا (كولومبيا).
بدأ بناء هذا المقر في عام 1935 خلال الحكومة الأولى لألفونسو لوبيز بوماريخو (1934-1938). ويتكون من مجموعة من الكتل المعمارية، تم إعلان 17 منها آثار وطنية.
المدينة الجامعية في بوغوتا، والمعروفة أيضًا باسم "المدينة البيضاء"، هي الحرم الجامعي الرئيسي للجامعة الوطنية الكولومبية، وتقع في مدينة بوغوتا (كولومبيا).
بدأ بناء هذا الحرم في عام 1935 خلال فترة حكم ألفونسو لوبيز بوماريخو الأولى (1934-1938). ويتكون الحرم من مجموعة من الكتل المعمارية، أٌعلن 17 منها كآثار وطنية.
بموجب القانون رقم 68 لسنة 1935، تأسست الجامعة الوطنية الكولومبية ككيان مستقل، وجاءت تعبيرًا عن انفتاح التعليم العالي أمام شرائح أوسع من السكان. وقد كان من المفترض أن يعكس المفهوم الجديد للتعليم العالي، إلى جانب الهيكل الأكاديمي والإداري للمدينة الجامعية في بوغوتا، وطريقة توزع مبانيها في الموقع، وطابعها المعماري، روح التحديث التي كانت تسعى الدولة إلى ترسيخها في تلك المرحلة.
يُعد هذا الحرم الجامعي الأكبر في كولومبيا، وأحد أكبر الجامعات في أمريكا الجنوبية.
تُعد مدينة الجامعة في بوغوتا مرجعًا ليس فقط من الناحية المعمارية، بل أيضًا من الناحية الثقافية، إذ تحتضن مراكز بحثية هامة، متاحف، ومساحات مخصصة للعلم والفن والثقافة. وقد صُمم مخططها العمراني والمعماري بأسلوب يدمج بين الطرازين الحديث والكلاسيكي، على يد معماريين بارزين من داخل كولومبيا وخارجها، ما جعل منها رمزًا من رموز التعليم العالي في البلاد.
في الفصل الدراسي الأول من عام 2024، بلغ عدد الطلاب المسجّلين في مدينة الجامعة حوالي 56,583 طالبًا، منهم:
- 49,408 في مرحلة البكالوريوس (المرحلة الجامعية الأولى)،[5]

- 1,245 في برامج التخصص (Especialización)،

- 571 في الاختصاصات الطبية،

- 4,317 في برامج الماجستير،

- و1,042 في برامج الدكتوراه.

كما تضم المدينة الجامعية 277 برنامجًا أكاديميًا، موزعة على النحو التالي:
- 49 برنامجًا للبكالوريوس،[6]

- 41 برنامجًا للتخصص،[7]

- 4 برامج اختصاص في مجالات الصحة،[8]

- 133 برنامج ماجستير،[9]

- و50 برنامج دكتوراه.[10][10]

يقع المجمع المعماري للجامعة في منطقة تيوساكييو، إلى الشمال الغربي من المركز التاريخي لمدينة بوغوتا.
يمتد على مساحة تُقدّر بـ 1,213,500 متر مربع، ما يجعله واحدًا من أكبر المجمعات الجامعية في كولومبيا، سواء من حيث المساحة أو من حيث أهميته المعمارية والأكاديمية.
صٌمم الحرم الجامعي في الأصل على يد المهندس المعماري الألماني ليوبولدو روتر في ثلاثينيات القرن العشرين. ومع مرور الوقت، دمج الحرم بين أنماط معمارية متنوعة تعكس تطوّر العمارة الحديثة في كولومبيا.، ومن بين أبرز مبانيه:
المكتبة المركزية غابرييل غارسيا ماركيث، التي افتُتحت عام 1972،
ومبنى العلوم والتكنولوجيا لويس كارلوس سارميينتو أنغولو، الذي انتٌهى منه في عام 2008.
إلى جانب أهميتها المعمارية، تُعد المدينة الجامعية مركزًا حيويًا للبحث العلمي والتعليم في كولومبيا. ففي عام 2024، ما تزال تُصنّف كواحدة من أكثر الحُرُم الجامعية تأثيرًا في البلاد، نظراً لغناها الأكاديمي ودورها المحوري في دعم التعليم العام.
كما تُعد مركزًا أكاديميًا وثقافيًا بارزًا، تستضيف فعاليات وأنشطة متنوعة تُجسّد مكانتها في الحياة الجامعية، وتُعبّر عن إسهامها في تحديث البلاد وتعزيز دورها في المجتمع الكولومبي المعاصر.
في عام 2024، خٌطط لتنفيذ تطوريات مهمة في مجال التعليم العالي في بوغوتا، حيث اتفقت الحكومة المحلية والوطنية على بناء "حرم جامعي متعدد" جديد في منطقة سوبا، بقدرة استيعابية تتراوح بين 15,000 و17,000 طالب.
ويأتي هذا المشروع في إطار استراتيجية وطنية تهدف إلى تحسين البنية التحتية التعليمية وتوسيع نطاق الوصول إلى التعليم العالي بشكل أكثر شمولًا وعدالة، لا سيما في المناطق ذات النمو السكاني المرتفع والحاجة المتزايدة إلى فرص تعليمية.

## تاريخها
يعود أصل فكرة المدينة الجامعية إلى تصورات السياسي الكولومبي رافائيل يوربي يوربي، الذي كان يرى في الجامعة الوطنية الكولومبية كيانًا وطنيًا، عصريًا، متطورًا وتجريبيًا، ينبغي أن يجمع جميع العلوم والفنون في مكان واحد ضمن بنية تحتية موحّدة.
تُجسّد مدينة الجامعة في بوغوتا، التابعة للجامعة الوطنية الكولومبية، التعبير المعماري عن تحديث الدولة، وذلك منذ ثلاثينيات القرن العشرين وحتى اليوم. وقد أُطلقت هذه المبادرة الكبرى خلال الفترة الرئاسية الأولى لـ ألفونسو لوبيث بوماريخو (1934–1938).
بموجب القانون 68 لعام 1935، أٌسست الجامعة الوطنية الكولومبية ككيان مستقل، في إطار توسيع نطاق التعليم العالي ليشمل شرائح أوسع من المجتمع. وقد كان من المطلوب أن يعكس كل من المفهوم الجديد للتعليم العالي، والهيكل الأكاديمي والإداري لمدينة الجامعة، وكذلك تصميمها المعماري وموقعها، روح التحديث التي كانت تسعى الدولة لترسيخها.
وفي عام 1936، منحَت الدولة قطعة أرض تُعرف باسم "إل ساليتري" (El Salitre) لغرض إنشاء المدينة الجامعية، وكانت هذه الأرض جزءًا من أراضي لا أثيندا (ضيعة زراعية) سابقة.
من أجل إعادة هيكلة الجامعة الوطنية الكولومبية، التي كانت حتى ذلك الحين تُقدّم التعليم في مبانٍ متفرقة في أنحاء بوغوتا، تابعة لجهات حكومية مختلفة، وُجّهت دعوة من قبل الحكومة الوطنية إلى خبيرين ألمانيين للمساهمة في مشروع التأسيس:
فريتز كارسن (Fritz Karsen)، وهو مربٍ وخبير في الشؤون الجامعية، وليوبولدو روتر (Leopoldo Rother)، مهندس معماري.
أجرى فريتز كارسن دراسة دقيقة للتخصّصات والبرامج، مكّنته من اقتراح هيكل أكاديمي متكامل، جُسّد في مخطط عام على شكل إهليلجي (بيضاوي)، تتفرّع منه خمس كليات أو تقسيمات أكاديمية كبرى، تتصل بها الإدارات والوحدات المختلفة.
وقد قام ليوبولدو روتر بترجمة هذا المخطط إلى توزيع مكاني فعلي على الأرض التي خُصّصت لبناء مدينة الجامعة، مستخدمًا أسلوبًا معماريًا يُعرف بـ "التكعيبية النقية" (Cubismo purista)، مع لمسات من طراز مدرسة باوهاوس الشهيرة في ديساو (ألمانيا).
اتّسمت الكتل المعمارية التي صممها بأحجامها المنشورية، لونها الأبيض، وبساطتها الجمالية، ما منح المدينة الجامعية طابعًا حداثيًا متماسكًا يعكس روح التقدم والتحديث.
تُقدّم التوزيعة المكانية للمجمع الجامعي مفهوم الـ"حرم الجامعي" للمرة الأولى في البلاد، حيث يتم وضع كل مبنى ضروري لتشغيل الجامعة بشكل منفصل داخل قطعة أرض ريفية واسعة، مع توفير مساحات خضراء واسعة وأماكن ترفيهية. وترتبط هذه المباني مع بعضها عبر ممرات مشاة وطريقين دائريين محيطين، مما يشكل وحدة متكاملة مع رؤية مستقبلية واضحة.
شارك في تصميم المباني المختلفة ليس فقط فريتز كارسن وليوبولدو روتر، بل أيضًا عدد من المعماريين العاملين في مكتب المباني الوطنية التابع لوزارة الأشغال العامة، من بينهم المعماري خورخي غايتان كورتيث والمهندس غييرمو غونزاليث ثوليتا، وهي الجهة المسؤولة عن تصميم وبناء المباني الإدارية الوطنية.
سعت العمارة إلى تجسيد اللغة المعمارية الجديدة التي روجت لها الحركات الطليعية في ذلك الوقت، والتي تٌبنت رسميًا على المستوى الدولي في معرض العمارة الحديثة الذي نظمه متحف الفن الحديث في نيويورك عام 1932.
تميزت المباني بأحجام بسيطة وألوان بيضاء، ذات أشكال هندسية نقية وخالية من أي إضافات زائدة، حيث تظهر فقط فتحات الأبواب والنوافذ ذات الأبعاد الواسعة والمتناسقة.
اتسم تصميم المخططات والأ facades باتجاه نحو اللاتماثل، إلى جانب استخدام مواد وتقنيات بناء جديدة، وهذه العناصر شكّلت أساس التصميم بشكل عام.
على الرغم من ذلك، اتبعت مباني المدينة الجامعية بشكل عام مبادئ التصميم الحديثة، مع وجود بعض المباني التي تتميز بتوزيع فراغي تماثلي واضح، واستخدام تقنيات بناء تقليدية في مبانٍ أخرى.
وكان الاستخدام الواسع لطلاء الجدران بـ"البانيتي" (Paquete) والدهانات البيضاء في المرحلة الأولى من البناء السبب في تسمية المجمع بـ"المدينة البيضاء".
تُعتبر مساهمات المعماري ليوبولدو روثر بارزة للغاية، إذ لم يقتصر دوره على هيكلة البرامج التعليمية وتنفيذ المشروع العام فحسب، بل كان أيضًا مصممًا لعدة مبانٍ مهمة.
من أبرز أعماله في عام 1937:
- ملعب ألفونسو لوبيث بوماريخو،
- المكاتب الإدارية،
- بوابات الدخول عند شارعي 26 و45.

وفي عام 1939، بٌنى مساكن الأساتذة، وفي العام التالي أُنشئ مختبر اختبار المواد ومبنى الهندسة بالتعاون مع المعماري برونو فيولي.
كما بٌنيت المطبعة الجامعية عام 1945، بالتعاون مع المهندس المختص في الحسابات الإنشائية غييرمو غونزاليث ثوليتا.
استمر ليوبولدو روثر في كولومبيا وكان مرشدًا لعدة أجيال من المهندسين المعماريين الذين تخرّجوا من كلية العمارة التي أُنشئت حديثًا في الجامعة.
من بين المباني الأولى التي يجب ذكرها:
- مجمّع كلية الطب البيطري وكلية العمارة، واللذان صممهما إريك لانغ وإرنستو بلومنثال عام 1938،

- كلية الحقوق التي صممها ألبيرتو ويلز فيرو عام 1940،

- والسكن الجامعي الذي صممه خوليو بونيلا بلاتا بين عامي 1939 و1940؛جميع هذه المباني مُعلنة كـآثار وطنية.

وفي 16 مايو 1984، وقعت مجزرة الجامعة الوطنية في كولومبيا، كما شهدت الجامعة عدة حوادث عنف نفّذها أطراف مختلفة من الصراع المسلح الداخلي في كولومبيا.

## المستجدات

### احتجاجات طلابية 2024
في عام 2024، كانت المدينة الجامعية مركزًا لسلسلة من الاحتجاجات الطلابية التي بدأت أواخر فبراير، عندما أعلنت مقر بوغوتا عن عقد جمعية دائمة. نشأت هذه التظاهرات ردًا على عدة قضايا، من بينها انتخاب الرئيس خوسيه إسماعيل بينيا رييس، الذي طالت انتخابه اتهامات بوجود مخالفات مزعومة، بالإضافة إلى الإصلاحات المقترحة التي أثرت على برامج الدراسات العليا. حظي هذا الحراك بدعم الطلاب، والأساتذة، ونقابات الجامعات، واستمر لعدة أشهر، مما أثار نقاشات حول استقلالية الجامعة والشفافية في إدارة المؤسسة.

### حوادث أمنية في عام 2024
في 2 مايو 2024، وقعت اضطرابات في الحرم الجامعي قام بها محتجون ملثمون، مما أسفر عن أضرار مادية واشتباكات مع قوات الأمن. أدت هذه الحوادث إلى إخلاء مؤقت للمرافق وتم إدانتُها من قِبل السلطات الجامعية.
بالإضافة إلى ذلك، في ديسمبر 2024، أثار حادث يُشتبه فيه بوقوع اعتداء جنسي خلال اجتماع طلابي في الحرم الجامعي جدلاً واسعًا، مما أبرز الحاجة إلى تعزيز إجراءات الأمن والبروتوكولات الخاصة برعاية الضحايا داخل الجامعة.

### إعادة اكتشاف الجدارية التاريخية
في أكتوبر 2024، اٌكتشف جدارية للفنان الشيوعي أليبيو جاراميلو في كلية الحقوق، والتي كانت قد فٌرضت الرقابة عليها وتغطيتها خلال ديكتاتورية غوستافو روجاس بينيا في عام 1953. هذا الاكتشاف دفع إلى إطلاق مبادرات لترميم الجدارية وأثار اهتمامًا متجددًا بتاريخ الفن والسياسة في الحرم الجامعي.

### عودة المجتمعات الأصلية إلى الحرم الجامعي
في مايو 2025، سهّلت الجامعة الوطنية في كولومبيا عودة المجتمعات الأصلية التي كانت قد أقامت مؤقتًا في الحرم الجامعي خلال تحركات الأول من مايو. ضمنت الجامعة توفير ظروف ملائمة للسكن والطعام، مؤكدة على الاحترام بين الثقافات والالتزام بحقوق هذه المجتمعات.

## السمات
المدينة الجامعية هي الحرم الرئيسي للجامعة الوطنية الكولومبية، وتقع في المركز الجغرافي لمدينة بوغوتا، إلى الشمال الغربي من المركز التاريخي للمدينة. وتُعدّ مجموعة من الكتل المعمارية، أٌعلن عن 17 منها كمعالم وطنية، وتشكل هذه الكتل، إلى جانب مبانٍ أخرى داخل الحرم الجامعي، تمثيلاً معمارياً بارزاً لما يقارب ستين عاماً من تاريخ العمارة الكولومبية.

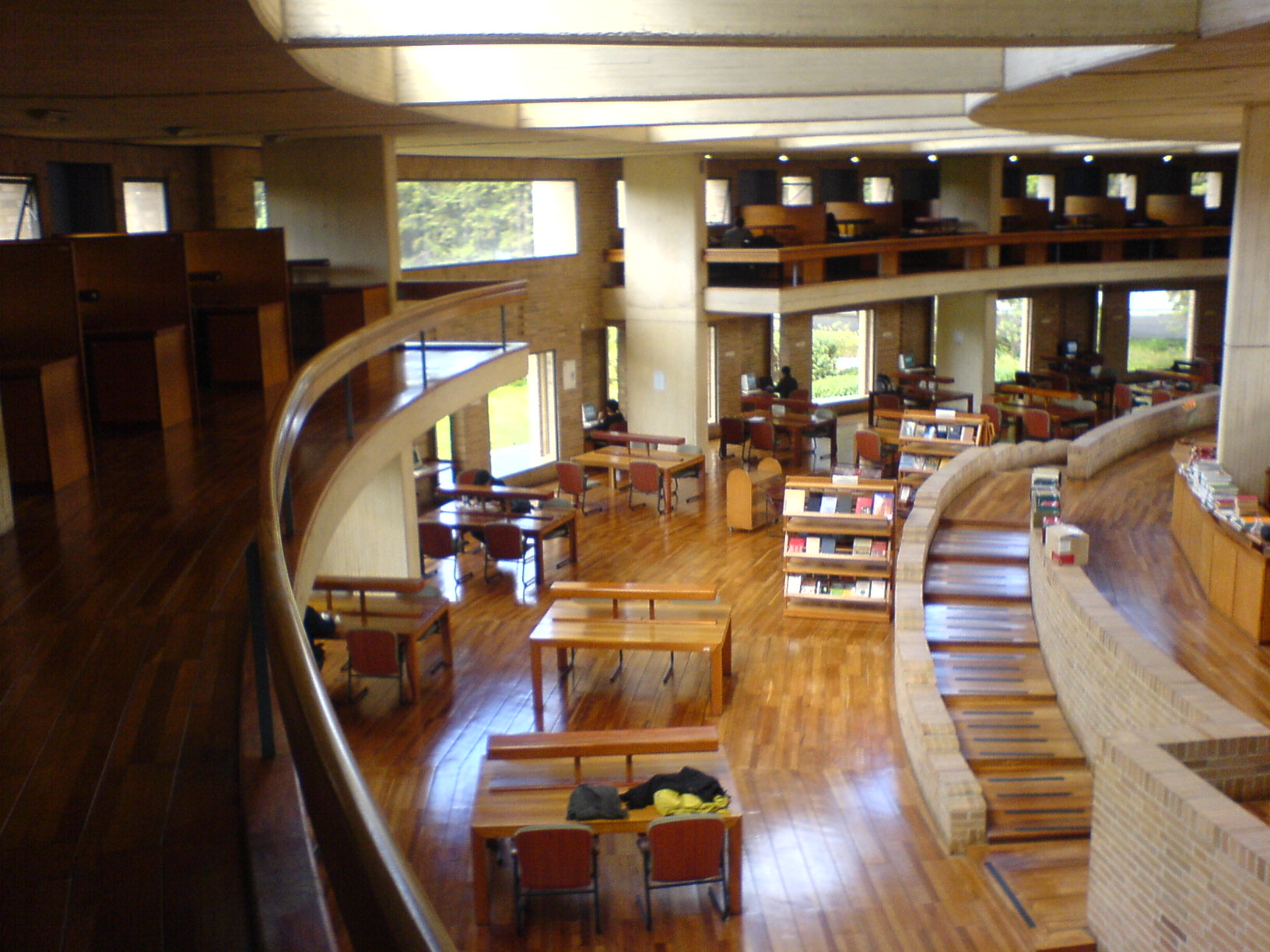
مكتبة إرنستو غوي

تُعدّ مقر الجامعة في بوغوتا الأكبر من بين مقرات الجامعة الوطنية الكولومبية، ليس فقط من حيث المساحة، بل أيضاً من حيث عدد الطلاب، إذ تستقبل ما يزيد عن 33 ألف طالب، وتوفّر ما يقارب 54% من المقاعد المخصصة للطلاب الجدد على المستوى الوطني. يشهد هذا المقر نشاطاً أكاديمياً وثقافياً حيوياً، حيث يتنقّل يومياً ما يقارب 40 ألف شخص بين طلاب وأساتذة وموظفين وزوار. تمتد المدينة الجامعية على مساحة تبلغ 121 هكتاراً، وتحتوي على نحو 300 ألف متر مربع من المساحات المبنية، وهي غنية بالمناطق المخصصة للمشاة، والمساحات الخضراء، والفضاءات المفتوحة.

### وصفها
المدينة الجامعية، أو ما يُعرف باسم "المدينة البيضاء"، هي حرم جامعي يتميّز بطراز معماري تسود فيه الأبنية ذات الخطوط الهندسية البسيطة، الخالية من الزخارف، والتي يغلب على واجهاتها اللون الأبيض. يعكس هذا النمط المعماري توجهاً حداثياً يركّز على الوظيفة والبساطة، مما يمنح الحرم طابعاً موحّداً وهادئاً ينسجم مع فلسفة التصميم العقلاني والمعاصر.
يتّخذ الحرم الجامعي شكل بومة، حيث تمثّل الكنيسة ذيلها، بينما تشكّل الملاعب — ملعب ألفونسو لوبيث والملعب القديم للبيسبول — رأسها. أما أطرافها، فهي مداخل ومخارج الحرم الواقعة على شارع 30، وشارع 53، وشارع 45، وجادة الدورادو. يعكس هذا التكوين الرمزي تنظيماً عمرانياً مدروساً، يجمع بين الوظيفة والهوية البصرية، ويُعتبر من السمات الفريدة التي تميز تصميم المدينة الجامعية.
يُعدّ الساحة المركزية (Plaza Central) المكان الرئيسي للقاء والتجمع داخل الحرم الجامعي، وهي محاطة بمعالم معمارية بارزة تشمل برج التمريض، والمكتبة المركزية، وقاعة ليون دي غريف. تشكل هذه الساحة قلب الحياة الأكاديمية والثقافية في المدينة الجامعية، حيث تُقام فيها فعاليات طلابية، أنشطة فنية، وتظاهرات فكرية، مما يجعلها نقطة محورية للتفاعل بين أفراد مجتمع الجامعة.
إلى الجنوب من الساحة المركزية تقع جميع المباني المخصصة لكليات العلوم الإنسانية، والتي تتموضع ضمن الإطار الجغرافي الواقع بين جادة الدورادو وساحة سانتاندير. كانت هذه المنطقة سابقًا مخصصة لسكن الطلاب، حيث وُجدت فيها المساكن الجامعية، غير أنها أُلغيت لاحقًا، حيث حٌولت تلك الأبنية إلى قاعات تدريس، مما يعكس تحوّلاً في استخدام الفضاءات داخل الحرم الجامعي بما يتماشى مع المتطلبات الأكاديمية المتجددة.
إلى الغرب من الساحة المركزية تقع بشكل رئيسي كلية العلوم الزراعية وتفرّعاتها، إلى جانب كليتي الطب والطب البيطري. وتُعد هذه المباني أحدث نسبيًا من تلك الموجودة في القسم الجنوبي من الحرم، لكنها لا تزال محافظة على السمات المعمارية المميزة للمدينة الجامعية، مثل البساطة في الخطوط والانسجام مع الطابع العام للمكان.
وعند التقدّم أكثر نحو الغرب، توجد منطقة المراعي، وهي مساحة مخصصة بشكل خاص لتدريب طلاب الطب البيطري، وتُعد منطقة غير مبنية، مما يجعلها بمثابة رئة خضراء صغيرة للمدينة، تسهم في التوازن البيئي داخل الحرم.
أما في أقصى الغرب، فتقع المكتبة الصحفية الوطنية الجامعية (Hemeroteca Nacional Universitaria)، وهي مبنى مستقل يتميّز بهوية معمارية مختلفة عن باقي مباني الحرم الجامعي، ويقع على بُعد حوالي 15 دقيقة سيرًا على الأقدام من الساحة المركزية، ما يجعله نقطة معرفية مهمة رغم بُعده النسبي.
إلى الشمال مباشرة من الساحة المركزية، تقع مباني قسم الكيمياء، إلى جانب مجمع مباني الهندسة، الرياضيات، الفيزياء، المرصد الفلكي، ساحة ملعب الاستاد، ومبنى العلوم والتكنولوجيا، بالإضافة إلى العديد من الأبنية الأكاديمية الأخرى. يُشكّل هذا الجزء من الحرم أحد المراكز العلمية الرئيسية، حيث تتجمّع فيه التخصصات ذات الطابع العلمي والهندسي.
وإلى الشمال الأبعد، تقع المنطقة الرياضية، وهي مساحة لم تكتمل بعد من حيث التخطيط، لكنها تظل ذات أهمية كبيرة. تضم هذه المنطقة مراعي واسعة تصل حتى الشارع العرضي 38، وتحتوي على مبانٍ ضخمة وبارزة مثل الاستاد الرياضي، مبنى السينما والتلفزيون، ملعب البيسبول غير المكتمل، بالإضافة إلى عدة ملاعب لكرة القدم.
أبعد من ذلك، باتجاه الشمال الشرقي، تقع مباني علم الوراثة، والمعهد التربوي أرتورو راميريث مونتوبار (IPARM)، ومبنى المعهد الكولومبي للمواصفات الفنية وإصدار الشهادات (ICONTEC)، وهي أبنية تُعدّ من حيث الموقع الجغرافي منفصلة نسبياً عن باقي الحرم، لكنها لا تزال فاعلة ومتكاملة ضمن المنظومة الأكاديمية. تحيط بهذه المنطقة مخارج الحرم عند شارع 53.
أما الجهة الشرقية للساحة المركزية، فهي مخصّصة لفنون والعلوم الاقتصادية، وتضم مباني الموسيقى، الفنون، العمارة، الاقتصاد، والإدارة، وغيرها من التخصصات المرتبطة بها.
وباتجاه الشمال الشرقي، توجد مباني علم الأحياء، بالإضافة إلى مؤسستين هامتين خارج إطار الجامعة لكنها متصلة جغرافيًا بها، وهما المعهد الجغرافي أوغستين كوداثي (IGAC) والمعهد الجيولوجي والكيميائي للمناجم والطاقة (Ingeominas)، وتفصل هذه المنطقة عن باقي المدينة شارع 30.
يشكّل هذا التوزيع الجغرافي المتنوع انعكاسًا لتعدد التخصصات وثراء الحياة الأكاديمية داخل الحرم الجامعي، الذي يدمج بين العلوم، الفنون، الرياضة، والبحث العلمي ضمن مساحة عمرانية متكاملة.

## برامج الدراسات الجامعية (البكالوريوس)
تقدّم الجامعة الوطنية الكولومبية في هذا المقر 51 برنامجًا أو تخصصًا جامعيًا مختلفًا، مُنظّمة ضمن كليات متعددة. حاليًا، تتوزّع الجامعة على 11 كلية، تغطي مجموعة واسعة من التخصصات الأكاديمية التي تلبي احتياجات الطلاب وتطلعاتهم في مجالات متنوعة.

### كلية الفنون
تُقدم كلية الآداب سبعة برامج دراسات جامعية موزعة على ستة أقسام أكاديمية، ويقود هذه الأقسام عمادة الكلية. للدخول إلى هذه البرامج، يجب اجتياز اختبار ثانٍ خاص بكل تخصص.
- أما برنامج العمارة، فقد تأسس عام 1936، ويبلغ عدد الساعات المعتمدة فيه 179 ساعة أكاديمية، مع مدة دراسية تقديرية تصل إلى عشرة فصول دراسية. منح المجلس الوطني للاعتماد هذا البرنامج شهادة جودة عالية حتى سبتمبر 2013[23][24]. يشمل المنهج الدراسي مواد في التمثيل المعماري، تاريخ ونظرية العمارة، التكنولوجيا، بالإضافة إلى دراسات حول المدينة والإقليم. وينتمي البرنامج إلى كلية العمارة والتخطيط الحضري.

- أٌسس برنامج الفنون التشكيلية عام 1978، ويبلغ عدد الساعات المعتمدة فيه 166 ساعة أكاديمية، مع مدة دراسية تقديرية تصل إلى 10 فصول دراسية[25]. منح المجلس الوطني للاعتماد لهذا البرنامج شهادة جودة عالية حتى سبتمبر 2018[26]. يشمل المنهج الدراسي مواد في تاريخ ونظرية الفن، بالإضافة إلى الرسم، والتلوين، والتصوير الفوتوغرافي، والطباعة الفنية، إلى جانب مواد تتعلق بمفاهيم المكان والزمان. ينتمي هذا البرنامج إلى كلية الفنون التشكيلية والبصرية.

- برنامج السينما والتلفزيون تأسس عام 1988، ويضم 158 ساعة معتمدة، ويستغرق عادة 10 فصول دراسية[27] لإكماله. حاز البرنامج على شهادة الاعتماد العالي الجودة من المجلس الوطني للاعتماد حتى يوليو 2011[28]. يتضمن المنهج الدراسي مواد تتناول سياق الفنون، الحرف ووسائل التعبير، بالإضافة إلى دراسات في التاريخ والنظرية الفنية. يمنح البرنامج عند التخرج لقب "مخرج/ة أفلام وتلفزيون"، وينتمي إلى كلية السينما والتلفزيون بالجامعة الوطنية.
- يرأس برنامج التصميم الجرافيكي كارلوس أرتورو أكوستا دي غريف[29]. تأسس البرنامج عام 1963، ويبلغ عدد الساعات المعتمدة فيه 148 ساعة أكاديمية، مع مدة دراسية تقديرية تصل إلى 9 فصول دراسية. يشمل المنهج الدراسي مواد في نظرية الصورة، سياق الفنون، ورش عمل التصميم، وسائل التمثيل، تاريخ ونظرية التصميم، وسائل الإنتاج، والتصوير الفوتوغرافي. عند التخرج، يمنح البرنامج لقب "مصمم/ة جرافيكي/ة". وينتمي هذا البرنامج إلى كلية التصميم الجرافيكي.[30]
- يرأس برنامج التصميم الصناعي ألفونسو بوهوركيث[31]. تأسس البرنامج عام 1978، ويبلغ عدد الساعات المعتمدة فيه 169 ساعة أكاديمية، مع مدة دراسية تقديرية تصل إلى 10 فصول دراسية. يشمل المنهج الدراسي مواد تتعلق بالثقافة والفكر، الثقافة والبيئة، الثقافة والتاريخ، الثقافة والاتصال، التكنولوجيا والمواد، التكنولوجيا والتنظيم، التدريب العملي على المشاريع، سياق الفنون، والإرجونوميا (علم هندسة بيئة العمل). عند التخرج، يمنح البرنامج لقب "مصمم/ة صناعي/ة". وينتمي هذا البرنامج إلى كلية التصميم الصناعي.[32]
- يرأس برنامج الموسيقى أنطونيو أرنيدو[32]. تأسس البرنامج عام 1986، ويبلغ عدد الساعات المعتمدة فيه 171 ساعة أكاديمية، مع مدة دراسية تقديرية تصل إلى 10 فصول دراسية[33]. منح المجلس الوطني للاعتماد لهذا البرنامج شهادة جودة عالية حتى يوليو 2013[34]. يتضمن المنهج الدراسي مجالات نظرية، سياق الفنون، التأليف الموسيقي، التوجيه الموسيقي، البيداغوجيا الآلية، والجاز. عند التخرج، يمنح البرنامج لقب "موسيقي/ة متخصص/ة في التأليف و/أو التوجيه". وينتمي هذا البرنامج إلى المعهد العالي للموسيقى (المعهد الموسيقي).
- يرأس برنامج الموسيقى الآلية أيضًا أنطونيو أرنيدو. تأسس البرنامج عام 1986، ويبلغ عدد الساعات المعتمدة فيه 183 ساعة أكاديمية، مع مدة دراسية تقديرية تصل إلى 10 فصول دراسية. يحتوي المنهج الدراسي على مواد أساسية مثل تاريخ الموسيقى، قواعد الموسيقى، الكونترابونتو، ونظرية الموسيقى، بالإضافة إلى مواد في سياق الفنون، وتخصصات في تطوير المهارات على الآلة الموسيقية، ومواد اختيارية أساسية ومتقدمة. كما يشمل البرنامج 36 ساعة معتمدة للاختيار الحر، فضلاً عن مشاركات في الفرق الموسيقية، جوقة الجامعة، المرافقة البيانو، الأوركسترا، والموسيقى الحجرة. تقدم الجامعة 19 تخصصًا في الآلات الموسيقية، منها: القيثارة، الغناء، الكلارينيت، الكنترباص، القرن، الإيفوفونيوم، الفاجوت، الفلوت، الغيتار، الأوبوا، البيانو، الإيقاع (الطبول الصغيرة، الطبول الكبيرة، الإيقاع المتعدد)، الساكسفون، الترومبون، الترومبيت، التوبا، الفيولا، الكمان، والتشيللو.[35] تشترط الجامعة أن يكون المتقدم لهذا البرنامج حاصلًا على مستوى تعليمي يعادل 13 فصلًا دراسيًا أكاديميًا[36] أو المستوى الأساسي من المعهد الموسيقي (المحترف). عند التخرج، يمنح البرنامج لقب "موسيقي/ة (اسم الآلة) مع تخصص في (مجال التعمق)"، مثلًا: "عازف بيانو". وينتمي هذا البرنامج إلى المعهد العالي للموسيقى (المعهد الموسيقي).[37]
- في عام 2023 أٌنشئ مبنيي بلوك B و C لخدمتي كلية التصميم الصناعي وكلية السينما والتلفزيون، وفي عام 2024 أٌعلن عن بناء بلوك A من مبنى "المساحات الجديدة للفنون"[38]. هذا التوسع يعكس التزام الجامعة بتطوير البنية التحتية لتعزيز التعليم الفني والإبداعي وتوفير بيئات حديثة تلبي احتياجات الطلاب والأساتذة في هذه التخصصات.

### كلية العلوم
تتولى عمادة كلية العلوم حاليًا الأستاذ جيوفاني غارافيتو كارديناس. تتكون الكلية من ثمانية أقسام أكاديمية، وتقدم ثمانية برامج دراسات جامعية (بكالوريوس) متنوعة.
- يرأس برنامج علم الأحياء أولغا لوسيا مونتينيغرو دياث[41]. تأسس البرنامج عام 1965، ويبلغ عدد الساعات المعتمدة فيه 163 ساعة أكاديمية، مع مدة دراسية تقديرية تصل إلى 10 فصول دراسية[42]. حصل البرنامج على شهادة الاعتماد العالي الجودة من المجلس الوطني للاعتماد حتى ديسمبر 2020[43]. يتضمن المنهج الدراسي مواد في الأحياء التطورية، أحياء النبات، الأحياء الجزيئية، البيئة، الوراثة، البحث العلمي، أحياء الحيوان، الرياضيات، الإحصاء، الفيزياء، الكيمياء، والتصنيف العلمي للكائنات الحية (التصنيف). عند التخرج، يمنح البرنامج لقب "بيولوجي/ة". وينتمي هذا البرنامج إلى قسم علم الأحياء[44].
- يرأس برنامج الإحصاء كامبو إلياس باردو توررياغو[45]. تأسس البرنامج عام 1958، ويبلغ عدد الساعات المعتمدة فيه 141 ساعة أكاديمية، مع مدة دراسية تقديرية تصل إلى 9 فصول دراسية[46]. حصل البرنامج على شهادة الاعتماد العالي الجودة من المجلس الوطني للاعتماد حتى فبراير 2014[47]. يتضمن المنهج الدراسي مواد في الاحتمالات، حساب التفاضل والتكامل، الجبر، تخزين وتدفق البيانات، البرمجة، الاتصال، الإحصاء، والمنهجية البحثية. عند التخرج، يمنح البرنامج لقب "إحصائي/ة". وينتمي هذا البرنامج إلى قسم الإحصاء.[48]
- يرأس برنامج الصيدلة بيلار إيستر لونغاس كايسيدو[49]. يبلغ عدد الساعات المعتمدة في البرنامج 185 ساعة أكاديمية، مع مدة دراسية تقديرية تصل إلى 10 فصول دراسية[50]. حصل البرنامج على شهادة الاعتماد العالي الجودة من المجلس الوطني للاعتماد حتى مارس 2019[51]. يشمل المنهج الدراسي مواد في الفيزياء، الكيمياء، الأحياء، الصيدلة، العلوم الطبية الحيوية، والإدارة الاجتماعية والإنسانية. عند التخرج، يمنح البرنامج لقب "كيميائي صيدلي". وينتمي هذا البرنامج إلى قسم الصيدلة.
- يرأس برنامج الفيزياء أندرسون دوسان كوينكا. يبلغ عدد الساعات المعتمدة في البرنامج 160 ساعة أكاديمية، مع مدة دراسية تقديرية تصل إلى 10 فصول دراسية[52]. حصل البرنامج على شهادة الاعتماد العالي الجودة من المجلس الوطني[53] للاعتماد حتى مارس 2015[52]. يشمل المنهج الدراسي مواد في الرياضيات، الإحصاء، الفيزياء، العلوم الإنسانية، الأعداد، والعلوم، بالإضافة إلى مواد متخصصة مثل الميكانيكا الكلاسيكية، الأمواج، الكهرومغناطيسية، البصريات، الديناميكا الحرارية، البحث العلمي، وتطبيقات الفيزياء. عند التخرج، يمنح البرنامج لقب "فيزيائي/ة". وينتمي هذا البرنامج إلى قسم الفيزياء.
- يرأس برنامج علم الأرض (الجيولوجيا) نادجدا تشيلياكوفا[54]. يبلغ عدد الساعات المعتمدة في البرنامج 166 ساعة أكاديمية، مع مدة دراسية تقديرية تصل إلى 10 فصول دراسية.[55] حصل البرنامج على شهادة الاعتماد العالي الجودة من المجلس الوطني للاعتماد حتى مايو 2013[56]. يشمل المنهج الدراسي مواد في الفيزياء، الرياضيات، الكيمياء، الجيولوجيا، الإحصاء، الأحياء، بالإضافة إلى دراسة المعادن، الصخور، التطور الجيولوجي، الجيوديناميكا، ورسم الخرائط الجيولوجية. عند التخرج، يمنح البرنامج لقب "جيولوجي/ة". وينتمي هذا البرنامج إلى قسم العلوم الجيولوجية (الجيولوجيا).
- يرأس برنامج الرياضيات جون جيمي رودريغيث[56]. يبلغ عدد الساعات المعتمدة في البرنامج 140 ساعة أكاديمية، مع مدة دراسية تقديرية تصل إلى 9 فصول دراسية[57]. حصل البرنامج على شهادة الاعتماد العالي الجودة من المجلس الوطني للاعتماد حتى يوليو 2013[58]. يتضمن المنهج الدراسي مواد في الرياضيات، الهندسة، الفيزياء، بالإضافة إلى الجبر، حساب التفاضل والتكامل، والطوبولوجيا. عند التخرج، يمنح البرنامج لقب "رياضي/ة". وينتمي هذا البرنامج إلى قسم الرياضيات.
- يرأس برنامج الكيمياء خايمي ألبيرتو ريوس موتّا[59]. يبلغ عدد الساعات المعتمدة في البرنامج 185 ساعة أكاديمية، مع مدة دراسية تقديرية تصل إلى 10 فصول دراسية[60]. حصل البرنامج على شهادة الاعتماد العالي الجودة من المجلس الوطني للاعتماد حتى مارس 2013[61]. يشمل المنهج الدراسي مقررات في الكيمياء، الفنون، العلوم الإنسانية، الرياضيات، والفيزياء، بالإضافة إلى تخصصات مثل الكيمياء العضوية، الكيمياء التحليلية، الكيمياء الحيوية، بنى المواد والتفاعلات. عند الانتهاء من البرنامج، يُمنح الطالب لقب "كيميائي/ة". وينتمي هذا البرنامج إلى قسم الكيمياء.
- أٌنشئ برنامج علوم الحاسوب في 6 ديسمبر 2016، ليصبح أحدث برنامج أكاديمي في مقر بوغوتا التابع للجامعة الوطنية الكولومبية. تبلغ عدد الساعات المعتمدة في البرنامج 139 ساعة أكاديمية، مع مدة دراسية تقديرية تصل إلى 10 فصول دراسية، وبدأ تنفيذه فعليًا في الفصل الأول من عام 2018. يشمل المنهج الدراسي مقررات في الرياضيات، الهندسة، الفيزياء، الجبر، التفاضل والتكامل، الاحتمالات، والتوافقيات، إلى جانب مقررات متخصصة أخرى في علوم الحاسوب. عند التخرج، يُمنح الطالب لقب "عالم/ـة حاسوب". وينتمي هذا البرنامج إلى قسم الرياضيات.

### كلية العلوم الزراعية
تأسست كلية العلوم الزراعية في الجامعة الوطنية الكولومبية – مقر بوغوتا عام 1963، ومنذ ذلك الحين تتولى الريادة في مجال التعليم والبحث في العلوم الزراعية والحيوانية على مستوى كولومبيا.
يرأس الكلية حاليًا لويس إرنستو رودريغيث مولانو، وهو مهندس زراعي يتمتع بخبرة طويلة في التدريس والبحث العلمي، خصوصًا في مجالات الزراعة الإيكولوجية (البيئية)، التنمية الريفية، وأنظمة الإنتاج الزراعي المستدامة.
تقدّم كلية العلوم الزراعية برنامجًا جامعيًا واحدًا هو الهندسة الزراعية، وقد أٌسس عام 1963. تبلغ مدّة الدراسة فيه حوالي 10 فصول دراسية، ويشتمل على 180 ساعة أكاديمية معتمدة.
حصل البرنامج على شهادة الاعتماد الأكاديمي عالي الجودة من المجلس الوطني للاعتماد (CNA)، وذلك للفترة الممتدة من أبريل 2021 حتى عام 2029. يتناول المنهج الدراسي مجموعة من المواد الأساسية مثل:
- الرياضيات، الاحتمالات، الإحصاء، الفيزياء الميكانيكية، الكيمياء، الأحياء، والجغرافيا،

بالإضافة إلى مواد تخصصية تشمل:
- المياه، التربة، حماية النبات، فسيولوجيا النبات، التحسين الوراثي للنباتات، أنظمة الإنتاج الزراعي، الاقتصاد الزراعي، والإدارة.

كما يتضمن البرنامج تدريبًا مهنيًا إلزاميًا يتم تنفيذه في مؤسسات خارجية، ما يعزز الجانب التطبيقي والتقني لدى الطالب، وعند استكمال جميع المتطلبات، يُمنح الخريج لقب "مهندس/ة زراعي/ة".
في مجال الدراسات العليا، تقدم كلية العلوم الزراعية مجموعة متنوعة من البرامج الأكاديمية المتخصصة، تشمل:

#### برامج التخصص:
- التنمية الريفية

- البستنة

- المحاصيل المعمرة الصناعية

#### برامج الماجستير:
- العلوم الزراعية

- الجيوماتيكا

- الزراعة الإيكولوجية (البيئية)

#### برامج الدكتوراه:
- العلوم الزراعية والحيوانية

- علوم وتكنولوجيا الأغذية

- الزراعة الإيكولوجية

تركّز هذه البرامج على البحث العلمي والابتكار وتُعنى بـ التنمية المستدامة للقطاع الريفي، كما تسعى لإيجاد حلول علمية وتقنية لتحديات الزراعة والغذاء والبيئة. بالإضافة إلى ذلك، تحافظ الكلية على روابط قوية مع جهات وطنية ودولية، بما في ذلك: مراكز أبحاث، منظمات مجتمعية وزراعية (خاصة الفلاحين)، القطاع الإنتاجي الزراعي، وتقوم من خلال هذه الشراكات بتنفيذ مشاريع في مجالات مثل:
- الزراعة الإيكولوجية

- التقنيات الحيوية النباتية

- الأمن الغذائي

- استدامة النظم الزراعية

### كلية العلوم الاقتصادية
يشغل خورخي أرماندو رودريغيث ألاركون حاليًا منصب عميد كلية العلوم الاقتصادية في الجامعة الوطنية الكولومبية – مقر بوغوتا.
تقدّم الكلية ثلاثة برامج جامعية (بكالوريوس)، موزعة على ثلاثة أقسام أكاديمية، وهي تُعنى بتكوين مهنيين في مجالات الاقتصاد، الإدارة، والمحاسبة، مع تركيز على الفهم النقدي والتحليل العلمي للأنظمة الاقتصادية والاجتماعية في كولومبيا والعالم.
1. البرنامج الأول في الكلية هو برنامج إدارة الأعمال، ويشرف عليه حاليًا فرناندو أنطونيو كاستريون لوثانو[66]. تبلغ عدد الساعات الأكاديمية المعتمدة في البرنامج 164 ساعة، ويمتد على مدة تقديرية تبلغ 10 فصول دراسية.[67]

حصل البرنامج على شهادة الاعتماد الأكاديمي عالي الجودة من المجلس الوطني للاعتماد حتى شهر فبراير من عام 2015.
يتضمن المنهج الدراسي مقررات في مجالات متعددة، منها:
- الاقتصاد

- الإدارة

- المالية

- الأسواق

- القانون

كما يوفّر البرنامج 8 مجالات للتعمق (تخصصات فرعية):
- ريادة الأعمال

- الإدارة العامة

- التمويل

- القانون الإداري

- نظم المعلومات الإدارية

- التسويق

- الموارد البشرية

- الإنتاج[69]

عند إتمام البرنامج، يُمنح الخريج لقب "مدير/ة أعمال"، وهو برنامج تابع لـ مدرسة الإدارة والمحاسبة العامة.
2. البرنامج الثاني هو برنامج المحاسبة العامة، ويُشرف عليه حاليًا كلوديا لوثيا نينيو غاليانو. يتكوّن البرنامج من 167 ساعة أكاديمية معتمدة، ويمتد على مدة دراسية تقديرية قدرها 10 فصول دراسية.
حصل البرنامج على شهادة الاعتماد الأكاديمي عالي الجودة من المجلس الوطني للاعتماد حتى أغسطس 2018.
يشمل المنهج الدراسي مقررات في مجالات:
- المالية

- المحاسبة

- الأخلاقيات المهنية

- التنظيم والتشريعات المحاسبية

عند إتمام البرنامج، يحصل الطالب على لقب "محاسب/ـة قانوني/ـة (Contador/a Público/a)"، ويُدار هذا البرنامج ضمن مدرسة الإدارة والمحاسبة العامة.
3. البرنامج الثالث هو برنامج الاقتصاد، ويترأسه حاليًا راؤول ألبرتو تشامورو نارفايث. يتكون البرنامج من 151 ساعة أكاديمية معتمدة، وتمتد مدته التقديرية إلى 10 فصول دراسية.
يشمل المنهج الدراسي مقررات أساسية في:
- الرياضيات

- الاقتصاد الكلي (الماكرو)

- الاقتصاد الجزئي (الميكرو)

- الاقتصاد السياسي

- القياسات الاقتصادية (الاقتصاد القياسي)

- التاريخ الاقتصادي

عند الانتهاء من البرنامج، يُمنح الطالب لقب "اقتصادي/ـة"، ويُدار هذا البرنامج من قبل مدرسة الاقتصاد.
تتميز كلية العلوم الاقتصادية بالتزام واسع بمجال البحث العلمي، ولهذا السبب تمتلك مركزها الخاص بالبحوث للتنمية، المعروف باسم مركز الأبحاث من أجل التنمية (CID).
يُعتبر هذا المركز وحدةً مخصصةً للتوعية والامتداد الأكاديمي، ويهدف إلى تعزيز، تنسيق وربط أعمال الجامعة بالمساهمة في تحوّل وتقدم المجتمع الكولومبي.

### كلية الطب
تضم كلية الطب حاليًا خمسة برامج للمرحلة الجامعية (البكالوريوس) وخمسة أقسام أكاديمية بنفس العدد، بالإضافة إلى 43 برنامجًا للدراسات العليا. شغل جوزيه ريكاردو نابارو فارغاس منصب عميد الكلية من عام 2020 حتى 2022، وللفترة من 2024 إلى 2026 تم تعيين الأستاذ خوسيه فرناندو جالبان بيلامارين كعميد.
من بين برامج البكالوريوس التي تقدمها الكلية برنامج العلاج الطبيعي (فسيولوجيا العلاج)، ويشرف عليه منسق البرنامج كارمن رودريغيث مدينا. تم إنشاء هذا البرنامج عام 1966، ويبلغ عدد ساعاته المعتمدة 166 ساعة موزعة على عشرة فصول دراسية. يتم قبول الطلاب في هذا التخصص مرة واحدة سنويًا، حيث تتم عمليات القبول فقط في الفصل الدراسي الثاني من كل عام.
حصل البرنامج على شهادة الاعتماد من المجلس الوطني للاعتماد حتى عام 2014. عند إتمام هذا البرنامج، يُمنح الخريج لقب "أخصائي/ة علاج طبيعي".

## النظام الوطني للمكتبات
تُدمج الموارد الببليوغرافية، والكادر البشري، والبنية التحتية التكنولوجية والمادية التي تمتلكها الجامعة في نظام واحد يُعرف باسم SINAB. يدير هذا النظام الموارد المختلفة، بما في ذلك مكتبات جميع فروع الجامعة. داخل المدينة الجامعية توجد 14 مكتبة تحتوي على مواد للقراءة داخل القاعات، بالإضافة إلى ثلاث قاعات مخصصة لاستشارة الموارد الإلكترونية.
| المنشأة                                           | الموقع     | الحجم التقريبي (عدد العناوين قيد البحث) |
| ------------------------------------------------- | ---------- | --------------------------------------- |
| مكتبة غابرييل غارسيا ماركيز                       | المبنى 102 | 280651                                  |
| مكتبة العلوم والتكنولوجيا                         | المبنى 454 | 49830                                   |
| المكتبة الوطنية الجامعية للصحف والمجلات           | المبنى 571 | 16963                                   |
| مكتبة إرنستو جول                                  | المبنى 225 | 23056                                   |
| مكتبة العلوم الاقتصادية                           | المبنى 310 | 1421                                    |
| مكتبة الحقوق والعلوم السياسية                     | المبنى 201 | 13753                                   |
| مكتبة العلوم الزراعية                             | المبنى 500 | 14193                                   |
| مكتبة الطب البيطري والثروة الحيوانية              | المبنى 481 | 2660                                    |
| مكتبة علم الاجتماع                                | المبنى 205 | 2944                                    |
| مكتبة اللغات الأجنبية                             | المبنى 231 | 7435                                    |
| مركز توثيق المرأة والجندر                         | المبنى 224 | 5894                                    |
| مركز التوثيق البيئي (سيدا)                        | المبنى 862 | 1420                                    |
| قاعة خايمي جاراميلو أوريبي                        | المبنى 224 | 2565                                    |
| مكتبة كلية المعهد التربوي أرتورو راميريز مونتوفار | المبنى 431 | 15930                                   |

## المعامل
تحتوي المدينة الجامعية في بوغوتا على العديد من المختبرات التي تُستخدم لتنفيذ الأنشطة الأكاديمية والبحثية. يبلغ عدد المختبرات الإجمالي 430 مختبراً موزعة على الكليات والوحدات الأكاديمية المختلفة.

## المتاحف
- متحف الفن في جامعة كولومبيا الوطنية
  - متحف العمارة ليوبولدو روثر
  - متحف العلوم واللعب
  - المتحف الطبيعي التابع لمعهد العلوم الطبيعية
  - المتحف الحشري
  - متحف الآلات الموسيقية
  - المتحف الأحفوري في فيلا دي ليفا

## أخرى
بالإضافة إلى ذلك، يمتلك الحرم الجامعي في بوغوتا ضمن نطاق تأثيره الأماكن التالية:

#### المركز الزراعي مارينغو:
يقع في بلدية موسكيرا (كونديناماركا).

#### بيت متحف خورخي إيليسر جايتان:
أٌعلن نصبًا وطنيًا في عام 1948 بعد وفاة الزعيم السياسي. تتولى الجامعة الوطنية الوصاية على هذا الموقع منذ 31 مارس 2006.

#### دير سان أغوستين:
مبنى استعماري يقع في وسط مدينة بوغوتا التاريخي. وهو مقر بوابة المتاحف ونظام التراث والمتاحف في الجامعة الوطنية.

#### الأرشيف المركزي والتاريخي للجامعة الوطنية في كولومبيا:
تديره إدارة الأرشيف والمراسلات في فرع بوغوتا. يحفظ التراث الوثائقي للمؤسسة وتاريخها، ويعكس تاريخ التعليم في البلاد.

#### مستشفى الجامعة الوطنية:
في طور التأسيس بعد أن استحوذت الجامعة على عيادة سانتا روسا (كاجانال).
- مكتبة الجامعة الوطنية (UN Librería):

نقطة بيع لمكتبة الجامعة تقع في ساحة الثلوج (Plazoleta de las Nieves) في وسط بوغوتا.